# Kultura (1963–1981)
Kultura – polski tygodnik społeczno-literacki ukazujący się w Warszawie w latach 1963–1981; tzw. Kultura „warszawska”, w odróżnieniu od Kultury „paryskiej” Jerzego Giedroycia. Powstał z połączenia „Nowej Kultury” i „Przeglądu Kulturalnego”, jego redaktorami naczelnymi byli kolejno Janusz Wilhelmi (1963-1973) i Dominik Horodyński (1973-1981). 
W skład zespołu redakcyjnego, w różnych okresach, wchodzili: Roman Bratny, Bohdan Czeszko, Witold Filler, Andrzej Garlicki, Janusz Głowacki, Stanisław Grochowiak, Ryszard Kapuściński, Leopold Lewin, Tomasz Łubieński, Aleksander Małachowski, Krzysztof Mętrak, Zbigniew Mitzner, Michał Mońko, Tomasz Nałęcz, Andrzej Osęka, Zdzisław Pietrasik, Jerzy Putrament, Edward Redliński, Janusz Rolicki, Roman Samsel, Joanna Siedlecka, Hamilton, Jacek Snopkiewicz, Włodzimierz Sokorski, Krzysztof Teodor Toeplitz, Teresa Torańska, Bożena Wahl, Maciej Wierzyński, Stanisław Zieliński.
Tygodnik został zawieszony po wprowadzeniu stanu wojennego. Wznowiony w 1982 r. jako „Tu i Teraz” pod redakcją Kazimierza Koźniewskiego; do pierwotnego tytułu wrócił w czerwcu 1985 r., a kolejnymi redaktorami naczelnymi byli: Klemens Krzyżagórski, (1986), Witold Nawrocki (1986-1990) i Mirosław Słowiński (1990).
W latach 60., w czasie usztywnienia kursu PZPR, pojawiały się pogłoski o zamiarze połączenia „Kultury” i „Polityki”; według prześmiewców nowe pismo miałoby nosić nazwę „Politura”.